# François Savary de Brèves
François Savary de Brèves (Melay, 1560 - Paris, 1628), conde de Brèves e marquês de Maulévrier, foi um diplomata, editor e orientalista francês.

## Biografia
Membro de uma antiga família de Anjou, nasceu no Castelo de Maulévrier, em Melay, em 1560, um dos cinco filhos de Denis Savary, senhor du Pont, e Françoise Damas de Massilly, filha e herdeira de Jean III de Damas, senhor de Brèves e Maulévrier. Recebeu uma boa educação e cedo demonstrou interesse em política e história. Perdeu o pai ainda jovem e ligou-se ao tio Jacques Savary, senhor de Lancosme. Em 1585 Lancosme foi nomeado embaixador junto à Sublime Porta, levando François para Istambul como seu assistente. Relatos da época dizem que durante a viagem sua comitiva provocou tumultos em Zara. Chegaram à capital otomana em 29 de março de 1586, e apresentaram suas credenciais à corte em 15 de abril.
Em setembro de 1589 chegou à corte a notícia do assassinato do rei Henrique III, e a sucessão se complicava. A Liga Católica formada na França queria que subisse ao trono seu candidato, o cardeal Carlos de Bourbon, a fim de evitar a ascensão do protestante Henrique de Navarra. Lancosme era um ardente partidário da Liga, e em novembro proclamou na corte Carlos como rei, que o Parlamento de Paris havia reconhecido como Carlos X. Savary, no entanto, alinhou-se a Henrique. Lancosme também entrou em negociações diretas com Filipe II da Espanha e dele recebia dinheiro. O posicionamento de Lancosme e seus movimentos extra-oficiais não foram bem recebidos na corte otomana, sendo preso em 10 de junho de 1592 e levado à mal-afamada prisão das Sete Torres, uma ação aprovada por Henrique, que a esta altura já reinava como Henrique IV. Savary, já tendo dominado fluentemente a língua e os costumes locais, foi confirmado em 1592 como novo embaixador e recebido oficialmente pelo sultão Murad III.
Em 1604, no reinado de Ahmed I, organizou a assinatura de um tratado de amizade entre a França e a Sublime Porta, que confirmou antigos privilégios franceses, principalmente de natureza comercial, e acrescentou outros, incluindo a liberdade de culto para os católicos e o direito de a França proteger viajantes em peregrinação à Terra Santa e outros que usassem as cores francesas. Foi responsável pela libertação de diversos cristãos cativos em Istambul. Teve sucesso em impedir que a Áustria estabelecesse uma embaixada na cidade. Segundo Alastair Hamilton, a influência que exerceu sobre três sultões foi absolutamente excepcional. Por duas vezes conseguiu que o vice-rei de Túnis fosse indicado segundo sua escolha, fez com que um paxá fosse condenado à morte por violar os tratados com a França, e fez com que outro dignitário otomano fosse condenado às galés por insultar um cônsul francês.

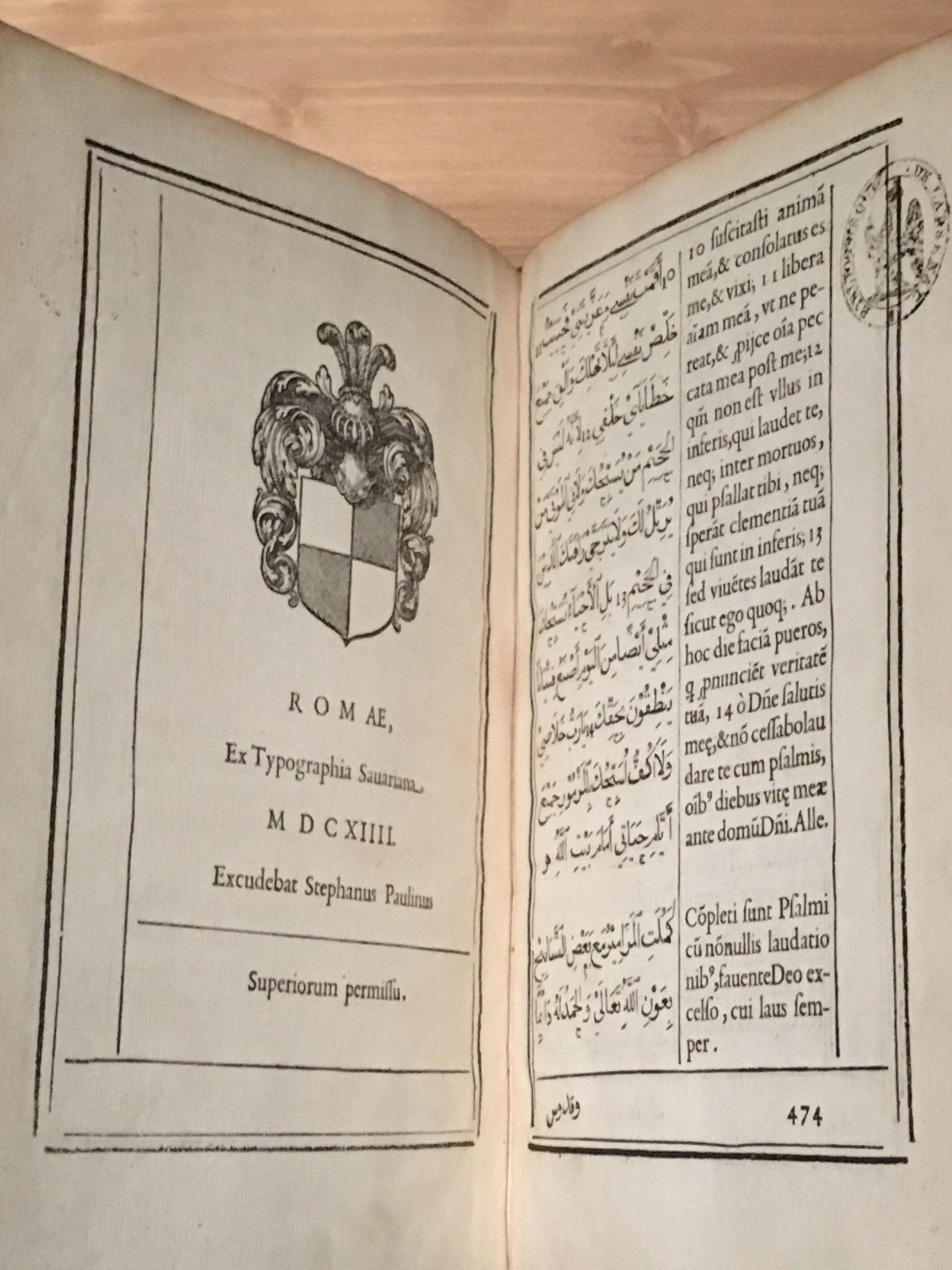
O saltério bilíngue editado em 1614 ainda em Roma

Em recompensa de seus bons serviços, foi nomeado cônsul em Alexandria em 1605, mas delegou o exercício das funções diplomáticas para seus protegidos. Enquanto isso, visitou a Terra Santa e outras províncias otomanas e conseguiu libertar cristãos cativos em Túnis. Estava em Marselha em 1606, e no ano seguinte foi nomeado conselheiro de Estado e gentil-homem da Câmara do Rei, quando casou com Anne, prima ou irmã de Jacques-Auguste de Thou.
Em 1608, tornou-se embaixador em Roma, obtendo as simpatias irrestritas do papa Paulo V, com as quais invariavelmente os interesses franceses tiveram precedência sobre os austríacos. Fundou em Roma, com a colaboração dos maronitas Vítor Scialac, João Hesronita e Gabriel Sionita, a Typographia Savariana, uma editora para imprimir textos cristãos em árabe, a fim de beneficiar orientalistas e cristãos de fala árabe, além de promover o estudo da cultura islâmica. A editora traduziu pelo menos um saltério e a Doctrina Christiana de Roberto Belarmino. Tinha o plano de traduzir a integra da Bíblia, mas o projeto não se realizou.
Em 1614 Savary foi chamado a Paris pela regente Maria de Médici, que se tornou sua protetora e o fez tutor de Gastão, duque de Anjou, irmão de Luís XIII, além de mordomo e primeiro gentil-homem de sua Casa, e capitão de uma milícia de 200 soldados. Transferiu a Typographia Savariana para Paris em 1615, trazendo os maronitas que recrutara em Roma, e imprimiu em francês e turco as cláusulas do tratado de 1604, uma gramática de árabe, e um tratado de geografia de Dreses. Aperfeiçoou os tipos orientais com a ajuda do gravador Guillaume Le Bé, o Velho. Esperava fundar um colégio de estudos orientais, mas não conseguiu por falta de fundos.
Após a prisão de Maria de Médici e a morte de alguns protetores importantes, em 1618 perdeu o cargo de tutor de Gastão e o controle de sua editora. Contudo, foi elogiado pelo Conselho de Estado pelos cuidados que teve com Gastão, e foi nomeado primeiro secretário da rainha-mãe e cônsul no Egito, embora nunca exercesse o cargo diretamente, delegando-o a seus protegidos, entre eles André Du Ryer, educado por Savary e fluente em árabe, que depois se tornou um destacado orientalista e tradutor do Corão. Também informalmente se tornou conselheiro do cardeal Richelieu em assuntos orientais e escreveu diversos relatórios sobre a política no Levante para Luís XIII. Foi cavaleiro da Ordem do Espírito Santo e em 1625 foi elevado a conde de Brèves e marquês de Maulévrier.

## Legado

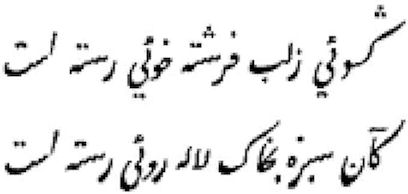
Tipos desenvolvidos por Savary

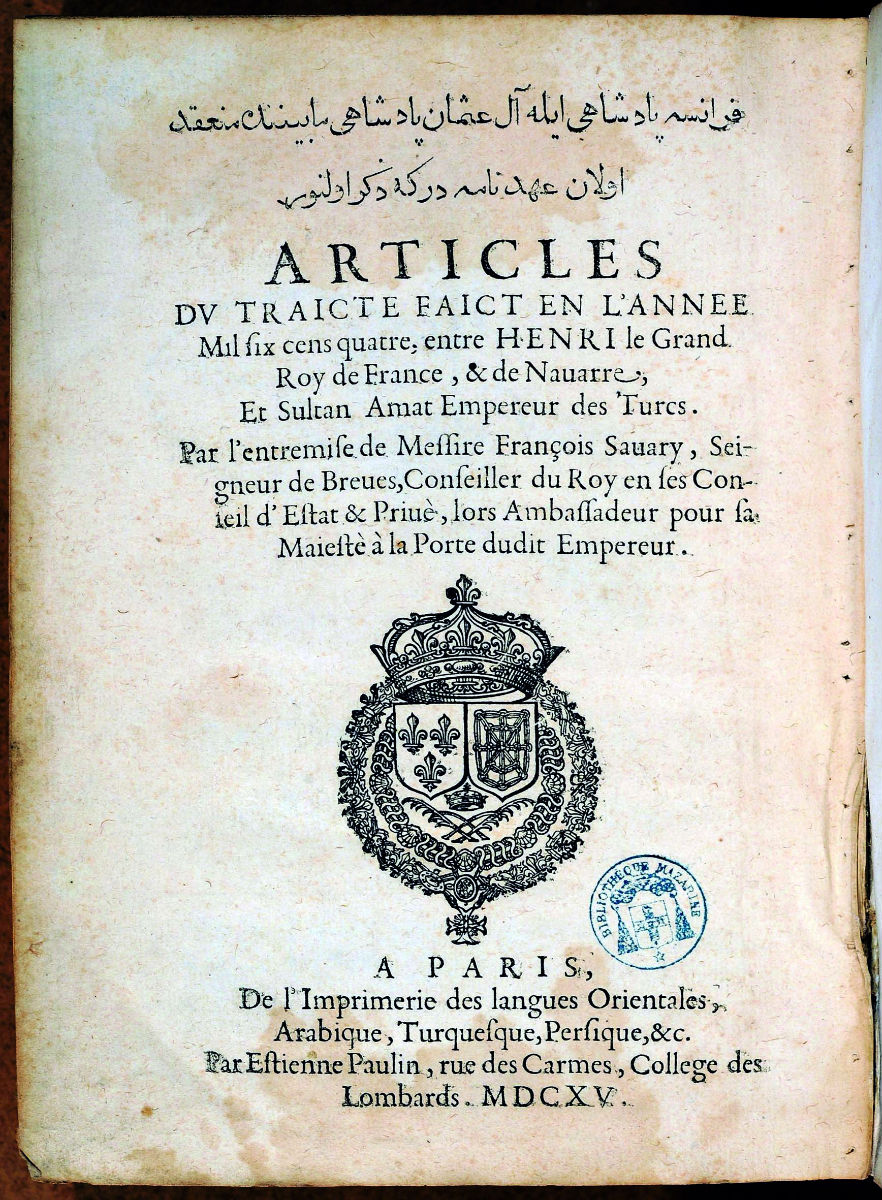
A edição bilíngue de 1615 do tratado de 1604

Escreveu dois breves tratados sobre o Império Otomano, um dicionário persa-francês-turco, e compilou um compêndio de atos administrativos e decisões judiciais da corte otomana, além de deixar importante correspondência. Todos esses escritos permanecem inéditos. Um relato de suas viagens, compilado de suas memórias, foi publicado em 1628 por seu secretário Jacques du Castel. Darren Smith disse que a qualidade do seu trabalho editorial ultrapassou o do editor Guillaume Postel e se equiparou ao da renomada Imprensa Oriental da família Médici. Segundo o historiador Gerald Toomer, os tipos orientais que desenvolveu para a impressão são considerados por muitos especialistas como os melhores jamais criados, e depois de comprados pelo impressor real Antoine Vitré para a Coroa foram usados por diversos editores. A valiosa coleção de manuscritos orientais em turco, árabe e persa que reuniu foi comprada pelo rei em 1632, depositando-a na biblioteca do cardeal Richelieu. Vinte anos depois foi transferida para a Sorbonne, e mais tarde para a Biblioteca Nacional da França.
Estimado pela corte francesa por muitos anos como um eficiente diplomata, em vida foi louvado também como o responsável pela preservação do Santo Sepulcro, ameaçado de destruição pelos turcos, mas seus planos de impulsionar os estudos orientalistas na França receberam escassa atenção, e depois de sua morte seus papeis e sua obra editorial caíram no esquecimento, só sendo redescoberto no século XIX. Em 1809 o orientalista francês Jean-Joseph Marcel, o principal intelectual na comissão que acompanhara a campanha de Napoleão no Egito, fez muitos elogios a Savary como um dos mais notáveis viajantes do século XVII, a quem os orientalistas deviam muito pelo seu trabalho editorial. Os tipos árabes usados por Marcel na sua Description de l'Égypte foram aqueles criados por Savary no século XVII. Contudo, somente a partir da década de 1980 que seu trabalho começou a ser investigado com mais profundidade.
Sua longa permanência na corte otomana tem sido descrita pelos estudiosos como um marco nas relações entre França e Império Otomano, mas segundo Darren Smith, uma avaliação mais precisa do seu legado ainda está por ser feita, e os reais motivos do seu interesse pelo orientalismo não são muito claros. É possível que ele estivesse mais preocupado com os benefícios que o estudo pudesse trazer para a política e a diplomacia do que para a cultura em si. Deve ser lembrada a sua fundação da editora em Paris, a primeira a imprimir em turco na França, e mesmo com as ressalvas que fez, Smith concorda que sua atuação diplomática foi marcante naquele momento histórico, cultivando uma visão ambiciosa sobre a posição da França na política do Mediterrâneo, e diz que ele deve ser considerado um representante de "um novo tipo de agente que foi fundamental na redefinição das atitudes europeias em relação aos otomanos, em campos como diplomacia, linguagem e estudos orientais, em resposta a realidades geopolíticas pragmáticas". Para Isabelle Petitclerc, devemos conservar sua memória como "o humanista cuja experiência nos conforta na árdua trilha do conhecimento oriental", reconhecendo sua contribuição para o orientalismo na França.